# Dendronephthya lutea
Dendronephthya lutea är en korallart som beskrevs av Kükenthal 1905. Dendronephthya lutea ingår i släktet Dendronephthya och familjen Nephtheidae. Inga underarter finns listade i Catalogue of Life.